# Sverd i fjell
Sverd i fjell (em português:  espadas na montanha) é um monumento comemorativo localizado no fiorde de Hafrs, nos arredores da cidade de Stavanger, na Noruega.
O monumento foi criado pelo escultor Fritz Røed de Bryne  e foi revelado pelo rei Olavo V da Noruega em 1983. Três espadas de 10 metros de altura estão enterradas na rocha de uma pequena colina próxima ao fiorde. Eles comemoram a histórica Batalha de Hafrsfjord que ocorreu no ano de 872, quando o rei Haroldo Cabelo Belo reuniu toda a Noruega sob uma coroa.
A maior espada representa o vitorioso Haroldo e as duas espadas menores representam os pequenos reis derrotados. O monumento também representa a paz, uma vez que as espadas estão enterradas em rocha sólida, de onde elas nunca poderão ser removidas.

## Na cultura popular
Sam Dunn filmou em Sverd i fjell enquanto estava em turnê na Noruega fazendo entrevistas para o documentário  Metal: A Headbanger's Journey.

Bladehenge em Brütal Legend por Tim Schafer foi baseado em Sverd i fjell.